# European Challenge Cup 2009/10
Der European Challenge Cup 2009/10 war die 14. Ausgabe des European Challenge Cup, des zweitrangigen europäischen Pokalwettbewerbs im Rugby Union. Aus Sponsoringgründen trug er die Bezeichnung Amlin Challenge Cup. Es waren 23 Mannschaften beteiligt – 20 in der Gruppenphase und zusätzlich drei in der K.-o.-Runde, die im Heineken Cup 2009/10 ausgeschieden waren. Der Wettbewerb begann am 9. Oktober 2009, das Finale fand am 23. Mai 2010 im Stade Vélodrome in Marseille statt. Den Titel gewann das walisische Team Cardiff Blues.

## Modus
Alle Mannschaften der englischen Guinness Premiership, der französischen Top 14 und  der internationalen Magners League, die sich nicht für den Heineken Cup qualifiziert hatten, nahmen am European Challenge Cup teil. Hinzu kamen vier Mannschaften aus der italienischen Super 10 sowie je ein Vertreter Rumäniens und Spaniens.
Die 20 Teilnehmer der Gruppenphase wurden in fünf Gruppen mit je vier Mannschaften eingeteilt. Die Setzreihenfolge basierte auf der Platzierung in der gesamteuropäischen Clubrangliste. Jede Mannschaft spielte je ein Heim- und ein Auswärtsspiel gegen die drei Gruppengegner. In der Gruppenphase erhielten die Mannschaften:
- vier Punkte für einen Sieg
- zwei Punkte für ein Unentschieden
- einen Bonuspunkt bei vier oder mehr Versuchen
- einen Bonuspunkt bei einer Niederlage mit sieben oder weniger Punkten Differenz

Für das Viertelfinale qualifizierten sich die fünf Gruppensieger, hinzu kamen die dritt- bis fünftbesten Gruppenzweiten aus der K.-o.-Runde des Heineken Cup 2009/10.

## Gruppenphase

### Gruppe 1
|    | Team                | Spiele | Siege | Unent. | Ndlg. | Spiel- punkte | Diff. | Bonus- punkte | Tabellen- punkte |
| -- | ------------------- | ------ | ----- | ------ | ----- | ------------- | ----- | ------------- | ---------------- |
| 1. | CS Bourgoin-Jallieu | 6      | 5     | 0      | 1     | 141:86        | + 55  | 3             | 23               |
| 2. | Leeds Carnegie      | 6      | 4     | 0      | 2     | 160:82        | + 78  | 3             | 19               |
| 3. | Rugby Parma         | 6      | 2     | 0      | 4     | 78:145        | − 67  | 0             | 8                |
| 4. | București Rugby     | 6      | 1     | 0      | 5     | 70:136        | − 66  | 3             | 7                |

| 9. Oktober 2009 19:30 MESZ | CS Bourgoin-Jallieu | 29 : 19 | Leeds Carnegie | Stade Pierre-Rajon, Bourgoin-Jallieu Zuschauer: 6.215 |
| 9. Oktober 2009 19:30 MESZ | Bericht             |         |                | Stade Pierre-Rajon, Bourgoin-Jallieu Zuschauer: 6.215 |

| 10. Oktober 2009 13:00 OESZ | București Rugby | 21 : 9 | Rugby Parma | Stadionul Arcul de Triumf, Bukarest Zuschauer: 1.000 |
| 10. Oktober 2009 13:00 OESZ | Bericht         |        |             | Stadionul Arcul de Triumf, Bukarest Zuschauer: 1.000 |

| 17. Oktober 2009 13:00 OESZ | București Rugby | 19 : 21 | CS Bourgoin-Jallieu | Stadionul Arcul de Triumf, Bukarest Zuschauer: 1.000 |
| 17. Oktober 2009 13:00 OESZ | Bericht         |         |                     | Stadionul Arcul de Triumf, Bukarest Zuschauer: 1.000 |

| 18. Oktober 2009 15:00 MESZ | Leeds Carnegie | 32 : 13 | Rugby Parma | Headingley Stadium, Leeds Zuschauer: 2.886 |
| 18. Oktober 2009 15:00 MESZ | Bericht        |         |             | Headingley Stadium, Leeds Zuschauer: 2.886 |

| 12. Dezember 2009 13:00 OEZ | București Rugby | 6 : 10 | Leeds Carnegie | Stadionul Arcul de Triumf, Bukarest Zuschauer: 1.000 |
| 12. Dezember 2009 13:00 OEZ | Bericht         |        |                | Stadionul Arcul de Triumf, Bukarest Zuschauer: 1.000 |

| 12. Dezember 2009 14:00 MEZ | Rugby Parma | 14 : 9 | CS Bourgoin-Jallieu | Stadio XXV Aprile, Parma Zuschauer: 1.050 |
| 12. Dezember 2009 14:00 MEZ | Bericht     |        |                     | Stadio XXV Aprile, Parma Zuschauer: 1.050 |

| 17. Dezember 2009 19:30 MEZ | CS Bourgoin-Jallieu | 31 : 10 | Rugby Parma | Stade Pierre-Rajon, Bourgoin-Jallieu Zuschauer: 2.000 |
| 17. Dezember 2009 19:30 MEZ | Bericht             |         |             | Stade Pierre-Rajon, Bourgoin-Jallieu Zuschauer: 2.000 |

| 20. Dezember 2009 15:00 WEZ | Leeds Carnegie | 47 : 0 | București Rugby | Headingley Stadium, Leeds Zuschauer: 1.124 |
| 20. Dezember 2009 15:00 WEZ | Bericht        |        |                 | Headingley Stadium, Leeds Zuschauer: 1.124 |

| 14. Januar 2010 19:30 MEZ | CS Bourgoin-Jallieu | 33 : 15 | București Rugby | Stade Pierre-Rajon, Bourgoin-Jallieu Zuschauer: 1.500 |
| 14. Januar 2010 19:30 MEZ | Bericht             |         |                 | Stade Pierre-Rajon, Bourgoin-Jallieu Zuschauer: 1.500 |

| 16. Januar 2010 14:30 MEZ | Rugby Parma | 16 : 38 | Leeds Carnegie | Stadio XXV Aprile, Parma Zuschauer: 1.050 |
| 16. Januar 2010 14:30 MEZ | Bericht     |         |                | Stadio XXV Aprile, Parma Zuschauer: 1.050 |

| 23. Januar 2010 14:30 MEZ | Rugby Parma | 16 : 9 | București Rugby | Stadio XXV Aprile, Parma Zuschauer: 450 |
| 23. Januar 2010 14:30 MEZ | Bericht     |        |                 | Stadio XXV Aprile, Parma Zuschauer: 450 |

| 24. Januar 2010 15:00 WEZ | Leeds Carnegie | 9 : 18 | CS Bourgoin-Jallieu | Headingley Stadium, Leeds Zuschauer: 2.698 |
| 24. Januar 2010 15:00 WEZ | Bericht        |        |                     | Headingley Stadium, Leeds Zuschauer: 2.698 |

### Gruppe 2
|    | Team                      | Spiele | Siege | Unent. | Ndlg. | Spiel- punkte | Diff. | Bonus- punkte | Tabellen- punkte |
| -- | ------------------------- | ------ | ----- | ------ | ----- | ------------- | ----- | ------------- | ---------------- |
| 1. | Irland                    | 6      | 6     | 0      | 0     | 199:63        | + 136 | 2             | 26               |
| 2. | Montpellier Hérault Rugby | 6      | 4     | 0      | 2     | 158:92        | + 66  | 3             | 19               |
| 3. | Worcester Warriors        | 6      | 2     | 0      | 4     | 140:83        | + 57  | 5             | 13               |
| 4. | Olympus Madrid            | 6      | 0     | 0      | 6     | 44:303        | − 259 | 0             | 0                |

| 8. Oktober 2009 19:45 WESZ | Worcester Warriors | 97 : 11 | Montpellier Hérault Rugby | Sixways Stadium, Worcester Zuschauer: 7.264 |
| 8. Oktober 2009 19:45 WESZ | Bericht            |         |                           | Sixways Stadium, Worcester Zuschauer: 7.264 |

| 9. Oktober 2009 18:30 WESZ | Connacht Rugby | 46 : 6 | Olympus Madrid | Galway Sportsgrounds, Galway Zuschauer: 875 |
| 9. Oktober 2009 18:30 WESZ | Bericht        |        |                | Galway Sportsgrounds, Galway Zuschauer: 875 |

| 16. Oktober 2009 20:00 MESZ | Montpellier Hérault Rugby | 19 : 22 | Connacht Rugby | Stade Yves-du-Manoir, Montpellier Zuschauer: 7.230 |
| 16. Oktober 2009 20:00 MESZ | Bericht                   |         |                | Stade Yves-du-Manoir, Montpellier Zuschauer: 7.230 |

| 17. Oktober 2009 16:30 MESZ | Olympus Madrid | 5 : 38 | Worcester Warriors | Estadio Nacional Universidad Complutense, Madrid Zuschauer: 5.300 |
| 17. Oktober 2009 16:30 MESZ | Bericht        |        |                    | Estadio Nacional Universidad Complutense, Madrid Zuschauer: 5.300 |

| 11. Dezember 2009 20:00 MEZ | Montpellier Hérault Rugby | 57 : 24 | Olympus Madrid | Stade Yves-du-Manoir, Montpellier Zuschauer: 6.832 |
| 11. Dezember 2009 20:00 MEZ | Bericht                   |         |                | Stade Yves-du-Manoir, Montpellier Zuschauer: 6.832 |

| 11. Dezember 2009 15:00 WEZ | Worcester Warriors | 21 : 26 | Connacht Rugby | Sixways Stadium, Worcester Zuschauer: 6.662 |
| 11. Dezember 2009 15:00 WEZ | Bericht            |         |                | Sixways Stadium, Worcester Zuschauer: 6.662 |

| 18. Dezember 2009 19:00 WEZ | Connacht Rugby | 19 : 7 | Worcester Warriors | Galway Sportsgrounds, Galway Zuschauer: 1.400 |
| 18. Dezember 2009 19:00 WEZ | Bericht        |        |                    | Galway Sportsgrounds, Galway Zuschauer: 1.400 |

| 19. Dezember 2009 16:00 MEZ | Olympus Madrid | 6 : 42 | Montpellier Hérault Rugby | Estadio Nacional Universidad Complutense, Madrid Zuschauer: 3.000 |
| 19. Dezember 2009 16:00 MEZ | Bericht        |        |                           | Estadio Nacional Universidad Complutense, Madrid Zuschauer: 3.000 |

| 15. Januar 2010 19:00 WEZ | Connacht Rugby | 20 : 10 | Montpellier Hérault Rugby | Galway Sportsgrounds, Galway Zuschauer: 1.700 |
| 15. Januar 2010 19:00 WEZ | Bericht        |         |                           | Galway Sportsgrounds, Galway Zuschauer: 1.700 |

| 16. Januar 2010 15:00 WEZ | Worcester Warriors | 54 : 3 | Olympus Madrid | Sixways Stadium, Worcester Zuschauer: 5.923 |
| 16. Januar 2010 15:00 WEZ | Bericht            |        |                | Sixways Stadium, Worcester Zuschauer: 5.923 |

| 22. Januar 2010 20:00 MEZ | Montpellier Hérault Rugby | 8 : 3 | Worcester Warriors | Stade Yves-du-Manoir, Montpellier Zuschauer: 7.497 |
| 22. Januar 2010 20:00 MEZ | Bericht                   |       |                    | Stade Yves-du-Manoir, Montpellier Zuschauer: 7.497 |

| 23. Januar 2010 15:00 MEZ | Olympus Madrid | 0 : 66 | Connacht Rugby | Estadio Nacional Universidad Complutense, Madrid Zuschauer: 4.500 |
| 23. Januar 2010 15:00 MEZ | Bericht        |        |                | Estadio Nacional Universidad Complutense, Madrid Zuschauer: 4.500 |

### Gruppe 3
|    | Team              | Spiele | Siege | Unent. | Ndlg. | Spiel- punkte | Diff. | Bonus- punkte | Tabellen- punkte |
| -- | ----------------- | ------ | ----- | ------ | ----- | ------------- | ----- | ------------- | ---------------- |
| 1. | RC Toulon         | 6      | 5     | 0      | 1     | 218:88        | + 130 | 3             | 23               |
| 2. | Saracens          | 6      | 5     | 0      | 1     | 184:183       | + 101 | 2             | 22               |
| 3. | Castres Olympique | 6      | 2     | 0      | 4     | 173:127       | + 46  | 3             | 11               |
| 4. | Rugby Rovigo      | 6      | 0     | 0      | 6     | 41:318        | − 277 | 0             | 0                |

| 9. Oktober 2009 19:00 MESZ | Castres Olympique | 17 : 33 | RC Toulon | Stade Pierre-Antoine, Castres Zuschauer: 10.000 |
| 9. Oktober 2009 19:00 MESZ | Bericht           |         |           | Stade Pierre-Antoine, Castres Zuschauer: 10.000 |

| 11. Oktober 2009 15:00 WESZ | Saracens | 36 : 12 | Rugby Rovigo | Vicarage Road, Watford Zuschauer: 5.678 |
| 11. Oktober 2009 15:00 WESZ | Bericht  |         |              | Vicarage Road, Watford Zuschauer: 5.678 |

| 15. Oktober 2009 20:45 MESZ | RC Toulon | 31 : 23 | Saracens | Stade Mayol, Toulon Zuschauer: 11.600 |
| 15. Oktober 2009 20:45 MESZ | Bericht   |         |          | Stade Mayol, Toulon Zuschauer: 11.600 |

| 17. Oktober 2009 15:00 MESZ | Rugby Rovigo | 11 : 76 | Castres Olympique | Stadio Mario Battaglini, Rovigo Zuschauer: 1.500 |
| 17. Oktober 2009 15:00 MESZ | Bericht      |         |                   | Stadio Mario Battaglini, Rovigo Zuschauer: 1.500 |

| 11. Dezember 2009 19:00 MEZ | Castres Olympique | 9 : 23 | Saracens | Stade Pierre-Antoine, Castres Zuschauer: 6.250 |
| 11. Dezember 2009 19:00 MEZ | Bericht           |        |          | Stade Pierre-Antoine, Castres Zuschauer: 6.250 |

| 11. Dezember 2009 19:30 MEZ | RC Toulon | 73 : 3 | Rugby Rovigo | Stade Mayol, Toulon Zuschauer: 9.700 |
| 11. Dezember 2009 19:30 MEZ | Bericht   |        |              | Stade Mayol, Toulon Zuschauer: 9.700 |

| 19. Dezember 2009 20:00 WEZ | Saracens | 18 : 14 | Castres Olympique | Vicarage Road, Watford Zuschauer: 5.452 |
| 19. Dezember 2009 20:00 WEZ | Bericht  |         |                   | Vicarage Road, Watford Zuschauer: 5.452 |

| 20. Dezember 2009 14:00 MEZ | Rugby Rovigo | 7 : 30 | RC Toulon | Stadio Mario Battaglini, Rovigo Zuschauer: 1.000 |
| 20. Dezember 2009 14:00 MEZ | Bericht      |        |           | Stadio Mario Battaglini, Rovigo Zuschauer: 1.000 |

| 14. Januar 2010 19:45 WEZ | Saracens | 28 : 9 | RC Toulon | Vicarage Road, Watford Zuschauer: 6.143 |
| 14. Januar 2010 19:45 WEZ | Bericht  |        |           | Vicarage Road, Watford Zuschauer: 6.143 |

| 15. Januar 2010 19:00 MEZ | Castres Olympique | 47 : 0 | Rugby Rovigo | Stade Pierre-Antoine, Castres Zuschauer: 2.500 |
| 15. Januar 2010 19:00 MEZ | Bericht           |        |              | Stade Pierre-Antoine, Castres Zuschauer: 2.500 |

| 23. Januar 2010 15:00 MEZ | Rugby Rovigo | 8 : 56 | Saracens | Stadio Mario Battaglini, Rovigo Zuschauer: 1.500 |
| 23. Januar 2010 15:00 MEZ | Bericht      |        |          | Stadio Mario Battaglini, Rovigo Zuschauer: 1.500 |

| 23. Januar 2010 20:45 MEZ | RC Toulon | 42 : 10 | Castres Olympique | Stade Mayol, Toulon Zuschauer: 11.890 |
| 23. Januar 2010 20:45 MEZ | Bericht   |         |                   | Stade Mayol, Toulon Zuschauer: 11.890 |

### Gruppe 4
|    | Team               | Spiele | Siege | Unent. | Ndlg. | Spiel- punkte | Diff. | Bonus- punkte | Tabellen- punkte |
| -- | ------------------ | ------ | ----- | ------ | ----- | ------------- | ----- | ------------- | ---------------- |
| 1. | London Wasps       | 6      | 5     | 0      | 1     | 176:69        | + 107 | 3             | 23               |
| 2. | Aviron Bayonnais   | 6      | 4     | 0      | 2     | 184:73        | + 111 | 3             | 19               |
| 3. | Racing Métro 92    | 6      | 3     | 0      | 3     | 177:85        | + 92  | 4             | 16               |
| 4. | Rugby Roma Olimpic | 6      | 0     | 0      | 6     | 28:338        | − 310 | 0             | 0                |

| 9. Oktober 2009 19:30 MESZ | Aviron Bayonnais | 61 : 3 | Rugby Roma Olimpic | Stade Jean-Dauger, Bayonne Zuschauer: 6.000 |
| 9. Oktober 2009 19:30 MESZ | Bericht          |        |                    | Stade Jean-Dauger, Bayonne Zuschauer: 6.000 |

| 11. Oktober 2009 15:00 WESZ | London Wasps | 9 : 23 | Racing Métro 92 | Adams Park, High Wycombe Zuschauer: 7.841 |
| 11. Oktober 2009 15:00 WESZ | Bericht      |        |                 | Adams Park, High Wycombe Zuschauer: 7.841 |

| 17. Oktober 2009 15:00 MESZ | Rugby Roma Olimpic | 0 : 57 | London Wasps | Stadio Tre Fontane, Rom Zuschauer: 2.000 |
| 17. Oktober 2009 15:00 MESZ | Bericht            |        |              | Stadio Tre Fontane, Rom Zuschauer: 2.000 |

| 17. Oktober 2009 20:45 MESZ | Racing Métro 92 | 16 : 20 | Aviron Bayonnais | Stade Olympique Yves-du-Manoir, Colombes Zuschauer: 6.157 |
| 17. Oktober 2009 20:45 MESZ | Bericht         |         |                  | Stade Olympique Yves-du-Manoir, Colombes Zuschauer: 6.157 |

| 12. Dezember 2009 15:00 WEZ | London Wasps | 22 : 18 | Aviron Bayonnais | Adams Park, High Wycombe Zuschauer: 6.902 |
| 12. Dezember 2009 15:00 WEZ | Bericht      |         |                  | Adams Park, High Wycombe Zuschauer: 6.902 |

| 12. Dezember 2009 20:45 MEZ | Racing Métro 92 | 62 : 0 | Rugby Roma Olimpic | Stade Olympique Yves-du-Manoir, Colombes Zuschauer: 3.200 |
| 12. Dezember 2009 20:45 MEZ | Bericht         |        |                    | Stade Olympique Yves-du-Manoir, Colombes Zuschauer: 3.200 |

| 17. Dezember 2009 20:45 MEZ | Aviron Bayonnais | 3 : 12 | London Wasps | Stade Jean-Dauger, Bayonne Zuschauer: 4.000 |
| 17. Dezember 2009 20:45 MEZ | Bericht          |        |              | Stade Jean-Dauger, Bayonne Zuschauer: 4.000 |

| 19. Dezember 2009 14:30 MEZ | Rugby Roma Olimpic | 3 : 53 | Racing Métro 92 | Stadio Tre Fontane, Rom Zuschauer: 3.500 |
| 19. Dezember 2009 14:30 MEZ | Bericht            |        |                 | Stadio Tre Fontane, Rom Zuschauer: 3.500 |

| 14. Januar 2010 20:00 WEZ | London Wasps | 50 : 16 | Rugby Roma Olimpic | Adams Park, High Wycombe |
| 14. Januar 2010 20:00 WEZ | Bericht      |         |                    | Adams Park, High Wycombe |

| 16. Januar 2010 20:45 MEZ | Aviron Bayonnais | 27 : 14 | Racing Métro 92 | Stade Jean-Dauger, Bayonne Zuschauer: 7.000 |
| 16. Januar 2010 20:45 MEZ | Bericht          |         |                 | Stade Jean-Dauger, Bayonne Zuschauer: 7.000 |

| 21. Januar 2010 20:45 MEZ | Racing Métro 92 | 19 : 17 | London Wasps | Stade Olympique Yves-du-Manoir, Colombes Zuschauer: 5.950 |
| 21. Januar 2010 20:45 MEZ | Bericht         |         |              | Stade Olympique Yves-du-Manoir, Colombes Zuschauer: 5.950 |

| 23. Januar 2010 14:30 MEZ | Rugby Roma Olimpic | 6 : 55 | Aviron Bayonnais | Stadio Tre Fontane, Rom Zuschauer: 500 |
| 23. Januar 2010 14:30 MEZ | Bericht            |        |                  | Stadio Tre Fontane, Rom Zuschauer: 500 |

### Gruppe 5
|    | Team                  | Spiele | Siege | Unent. | Ndlg. | Spiel- punkte | Diff. | Bonus- punkte | Tabellen- punkte |
| -- | --------------------- | ------ | ----- | ------ | ----- | ------------- | ----- | ------------- | ---------------- |
| 1. | Newcastle Falcons     | 6      | 5     | 0      | 1     | 146:77        | + 69  | 3             | 23               |
| 2. | US Montauban          | 6      | 5     | 0      | 1     | 132:96        | + 36  | 1             | 21               |
| 3. | SC Albi               | 6      | 2     | 0      | 4     | 117:137       | − 20  | 4             | 12               |
| 4. | Petrarca Rugby Padova | 6      | 0     | 0      | 6     | 95:180        | − 85  | 1             | 1                |

| 9. Oktober 2009 20:00 MESZ | SC Albi | 7 : 17 | US Montauban | Stadium Municipal, Albi Zuschauer: 6.000 |
| 9. Oktober 2009 20:00 MESZ | Bericht |        |              | Stadium Municipal, Albi Zuschauer: 6.000 |

| 10. Oktober 2009 15:00 MESZ | Petrarca Rugby Padova | 27 : 29 | Newcastle Falcons | Stadio Plebiscito, Padua Zuschauer: 650 |
| 10. Oktober 2009 15:00 MESZ | Bericht               |         |                   | Stadio Plebiscito, Padua Zuschauer: 650 |

| 16. Oktober 2009 20:30 MESZ | US Montauban | 27 : 10 | Petrarca Rugby Padova | Stade Sapiac, Montauban Zuschauer: 5.635 |
| 16. Oktober 2009 20:30 MESZ | Bericht      |         |                       | Stade Sapiac, Montauban Zuschauer: 5.635 |

| 18. Oktober 2009 15:00 WESZ | Newcastle Falcons | 45 : 3 | SC Albi | Kingston Park, Newcastle upon Tyne Zuschauer: 4.470 |
| 18. Oktober 2009 15:00 WESZ | Bericht           |        |         | Kingston Park, Newcastle upon Tyne Zuschauer: 4.470 |

| 10. Dezember 2009 19:45 WEZ | Newcastle Falcons | 17 : 6 | US Montauban | Kingston Park, Newcastle Zuschauer: 3.988 |
| 10. Dezember 2009 19:45 WEZ | Bericht           |        |              | Kingston Park, Newcastle Zuschauer: 3.988 |

| 12. Dezember 2009 15:00 MEZ | Petrarca Rugby Padova | 16 : 35 | SC Albi | Stadio Plebiscito, Padua |
| 12. Dezember 2009 15:00 MEZ | Bericht               |         |         | Stadio Plebiscito, Padua |

| 18. Dezember 2009 20:30 MEZ | US Montauban | 24 : 19 | Newcastle Falcons | Stade Sapiac, Montauban Zuschauer: 5.650 |
| 18. Dezember 2009 20:30 MEZ | Bericht      |         |                   | Stade Sapiac, Montauban Zuschauer: 5.650 |

| 20. Dezember 2009 14:00 WEZ | SC Albi | 38 : 16 | Petrarca Rugby Padova | Stadium Municipal, Albi Zuschauer: 2.000 |
| 20. Dezember 2009 14:00 WEZ | Bericht |         |                       | Stadium Municipal, Albi Zuschauer: 2.000 |

| 15. Januar 2010 20:00 MEZ | SC Albi | 14 : 16 | Newcastle Falcons | Stadium Municipal, Albi Zuschauer: 3.000 |
| 15. Januar 2010 20:00 MEZ | Bericht |         |                   | Stadium Municipal, Albi Zuschauer: 3.000 |

| 16. Januar 2010 15:00 MEZ | Petrarca Rugby Padova | 23 : 31 | US Montauban | Stadio Plebiscito, Padua Zuschauer: 800 |
| 16. Januar 2010 15:00 MEZ | Bericht               |         |              | Stadio Plebiscito, Padua Zuschauer: 800 |

| 22. Januar 2010 19:30 MEZ | US Montauban | 27 : 20 | SC Albi | Stade Sapiac, Montauban Zuschauer: 5.497 |
| 22. Januar 2010 19:30 MEZ | Bericht      |         |         | Stade Sapiac, Montauban Zuschauer: 5.497 |

| 22. Januar 2010 20:00 WEZ | Newcastle Falcons | 20 : 3 | Petrarca Rugby Padova | Kingston Park, Newcastle Zuschauer: 4.252 |
| 22. Januar 2010 20:00 WEZ | Bericht           |        |                       | Kingston Park, Newcastle Zuschauer: 4.252 |

## K.-o.-Runde

### Setzliste
Nach der Gruppenphase trafen die fünf Gruppensieger sowie die dritt- bis fünftbesten Gruppenzweiten des Heineken Cup 2009/10 aufeinander.
1. Connacht Rugby
2. RC Toulon
3. London Wasps
4. Newcastle Falcons
5. (HC) Cardiff Blues
6. (HC) Gloucester Rugby
7. (HC) Scarlets
8. CS Bourgoin-Jallieu

### Viertelfinale
| 10. April 2010 13:00 WESZ | Connacht Rugby | 23 : 20         | CS Bourgoin-Jallieu                                                                                  | Galway Sportsgrounds, Galway Zuschauer: 3.500 Schiedsrichter: Andrew Small (England) |
| 10. April 2010 13:00 WESZ | Versuche: Swift 17. erh. Muldoon 36. erh. Erhöhungen: Keatley (2/2) Straftritte: Nikora (2/2) 66., 73. Dropgoals: Nikora (1/1) 79. | (14:10) Bericht | Versuche: Kopelani 30. erh. Senio 59. erh. Erhöhungen: Boyet (2/2) Straftritte: Boyet (2/5) 39., 44. | Galway Sportsgrounds, Galway Zuschauer: 3.500 Schiedsrichter: Andrew Small (England) |

| 10. April 2010 21:00 MESZ | RC Toulon | 38 : 12        | Scarlets                                    | Stade Mayol, Toulon Zuschauer: 12.600 Schiedsrichter: Peter Fitzgibbon (Irland) |
| 10. April 2010 21:00 MESZ | Versuche: Marienval 29. erh., 41. erh. Sinzelle 72. n.erh. Williams 76. n.erh. Missoup 80.+ n.erh. Erhöhungen: Wilkinson (2/3) Straftritte: Wilkinson (3/3) 9., 36., 40. | (16:6) Bericht | Straftritte: Jones (4/6) 11., 23., 44., 47. | Stade Mayol, Toulon Zuschauer: 12.600 Schiedsrichter: Peter Fitzgibbon (Irland) |

| 11. April 2010 14:00 WESZ | London Wasps | 42 : 26         | Gloucester Rugby | Adams Park, High Wycombe Zuschauer: 6.289 Schiedsrichter: Christophe Berdos (Frankreich) |
| 11. April 2010 14:00 WESZ | Versuche: Jacobs 6. erh. Betsen 22. erh. Varndell 33. erh., 72. n.erh., 80. erh. Erhöhungen: Cipriani (4/5) Straftritte: Cipriani (3/3) 18., 40., 43. | (27:16) Bericht | Versuche: Eustace 25. erh. Sharples 77. erh. Erhöhungen: Robinson (2/2) Straftritte: Robinson (4/4) 5., 10., 38., 56. | Adams Park, High Wycombe Zuschauer: 6.289 Schiedsrichter: Christophe Berdos (Frankreich) |

| 11. April 2010 15:00 MESZ | Newcastle Falcons                                                                                          | 20 : 55         | Cardiff Blues | Kingston Park, Newcastle upon Tyne Zuschauer: 4.346 Schiedsrichter: Jérôme Garcès (Frankreich) |
| 11. April 2010 15:00 MESZ | Versuche: Amesbury 15. erh. Young 66. erh. Erhöhungen: Gopperth (2/2) Straftritte: Gopperth (2/3) 11., 18. | (13:17) Bericht | Versuche: Laulala 9. erh. Williams 13. erh. Filise 42. erh., 57. erh. Blair 52. erh. Roberts 55. erh. Sweeney 74. erh. Erhöhungen: Blair (7/7) Straftritte: Blair (2/2) 32., 46. | Kingston Park, Newcastle upon Tyne Zuschauer: 4.346 Schiedsrichter: Jérôme Garcès (Frankreich) |

### Halbfinale
| 30. April 2010 19:45 WESZ | Connacht Rugby                               | 12 : 19        | RC Toulon | Galway Sportsgrounds, Galway Zuschauer: 7.000 Schiedsrichter: Wayne Barnes (England) |
| 30. April 2010 19:45 WESZ | Straftritte: Keatley (4/4) 2., 21., 37., 44. | (9:19) Bericht | Versuche: Kefu 40.+ erh. Erhöhungen: Wilkinson (1/1) Straftritte: Wilkinson (3/3) 10., 19., 35. Dropgoals: Wilkinson (1/3) 26. | Galway Sportsgrounds, Galway Zuschauer: 7.000 Schiedsrichter: Wayne Barnes (England) |

| 1. Mai 2010 18:00 WESZ | London Wasps                                      | 15 : 18       | Cardiff Blues                                                                                             | Adams Park, High Wycombe Zuschauer: 8.413 Schiedsrichter: Romain Poite (Frankreich) |
| 1. Mai 2010 18:00 WESZ | Straftritte: Walder (5/6) 20., 32., 35., 41., 62. | (0:0) Bericht | Versuche: Halfpenny 27. n.erh. Jenkins 59. erh. Erhöhungen: Blair (1/2) Straftritte: Blair (2/5) 38., 52. | Adams Park, High Wycombe Zuschauer: 8.413 Schiedsrichter: Romain Poite (Frankreich) |

### Finale
| 23. Mai 2010 15:00 MESZ | Cardiff Blues | 28 : 21        | RC Toulon | Stade Vélodrome, Marseille Zuschauer: 48.990 Schiedsrichter: Alain Rolland (Irland) |
| 23. Mai 2010 15:00 MESZ | Versuche: Roberts 50. erh. Halfpenny 65. n.erh. Davies 69. erh. Erhöhungen: Blair (2/3) Straftritte: Halfpenny (1/2) 6. Blair (2/2) 22., 60. | (6:13) Bericht | Versuche: Williams 37. erh. Sourice 77. n.erh. Erhöhungen: Wilkinson (1/1) Straftritte: Wilkinson (2/3) 12., 32. May (1/1) 55. | Stade Vélodrome, Marseille Zuschauer: 48.990 Schiedsrichter: Alain Rolland (Irland) |